# Rosso neutro
Il rosso neutro (rosso toluilene, rosso basico 5 o  CI 50040) è un colorante azinico utilizzato per la colorazione in istologia. Colora di rosso i lisosomi. Viene utilizzato come colorante generale in istologia, come colorante di contrasto in combinazione con altri coloranti e per molti metodi di colorazione. Insieme a Janus Green B, è usato per colorare i tessuti embrionali e la colorazione sopravitale del sangue. Può essere utilizzato per colorare l'apparato del Golgi nelle cellule e i granuli di Nissl nei neuroni.
In microbiologia, viene utilizzato nell'agar MacConkey per differenziare i batteri per la fermentazione del lattosio.
Il rosso neutro può essere usato come colorante vitale. Il Neutral Red Cytotoxicity Assay è stato sviluppato per la prima volta dalla dott.ssa Ellen Borenfreund nel 1984. Nel Neutral Red Assay le cellule vive incorporano il rosso neutro nei loro lisosomi. Quando le cellule iniziano a morire, la loro capacità di incorporare il rosso neutro diminuisce. Pertanto, la perdita di assorbimento del rosso neutro corrisponde alla perdita di vitalità cellulare. Il rosso neutro viene utilizzato anche per colorare le colture cellulari per la titolazione dei virus su piastra.
Il rosso neutro viene aggiunto ad alcuni terreni di crescita per colture batteriche e cellulari. Di solito è disponibile come sale cloruro.
Il rosso neutro funge da indicatore del pH, passando dal rosso al giallo tra pH 6,8 e 8,0.